# Realsplitting
Unter Realsplitting (Steuerrecht) wird die (begrenzte) Möglichkeit des Sonderausgabenabzugs der Unterhaltsleistung für nachehelichen Unterhalt und Trennungsunterhalt im Rahmen der Einkommensteuer verstanden. Das Realsplitting ist in § 10 Abs. 1a Nr.1 EStG verankert.
Im Ergebnis werden Einkünfte des Unterhaltszahlenden durch den Unterhaltsberechtigten versteuert (Sonderausgabenabzug beim Unterhaltsleistenden einerseits, dafür Versteuerung beim Unterhaltsempfänger andererseits) – die Einkünfte werden also rechnerisch zum Unterhaltsberechtigten „verschoben“. Ziel ist es, den progressionsbedingten niedrigeren Steuersatz des Unterhaltsberechtigten dafür zu nutzen, um gegenüber dem Staat insgesamt (d. h. in Summe für beide Partner) den Vorteil einer niedrigeren Besteuerung des Unterhalts zu erreichen, im Vergleich zur Besteuerung ohne Anwendung des Realsplittings. Die Besteuerung beim Unterhaltsempfänger mindert den Nettounterhalt. Der Unterhaltsleistende hat diesen Nachteil in der Regel auszugleichen.
Das Realsplitting folgt dem steuerlichen Leistungsfähigkeitsprinzip. Durch die Unterhaltszahlungen sinkt die Leistungsfähigkeit des Unterhaltsleistenden und steigt die des Unterhaltsempfängers.

## Verfahren

### Unterhaltszahlender

#### Voraussetzungen
1. Der Empfänger ist unbeschränkt einkommensteuerpflichtig in Deutschland. Oder: Ist die leistende Person Bürger der EU oder des EWR oder der Schweiz, so genügt es anstelle der unbeschränkten Einkommensteuerpflicht des Empfängers, wenn der Empfänger einen Wohnsitz oder seinen gewöhnlichen Aufenthalt in der EU oder im EWR oder der Schweiz hat.
2. Die Unterhaltszahlungen werden beim Empfänger als eigenes Einkommen (in Deutschland gemäß § 22 Nr. 1a EStG) versteuert. Für in Deutschland steuerpflichtige Empfänger reicht als Nachweis die formgebundene Zustimmung des Unterhaltsberechtigten (Anlage U) aus, da er sich damit zur Versteuerung verpflichtet, s. u. Für nicht in Deutschland steuerpflichtige Empfänger (EU/EWR/Schweiz), muss die Versteuerung durch den jeweiligen Steuerbescheid des Empfängers grundsätzlich jährlich nachgewiesen werden.

#### Antrag
Das Realsplitting wird im Rahmen der Steuererklärung (vorab ggf. mittels Lohnsteuerfreibetrag) und nur auf Antrag des unterhaltsverpflichteten Steuerpflichtigen durchgeführt. Der Antrag erfolgt mittels Anlage U in 4-facher Ausfertigung, die vom Unterhaltsleistenden sowie vom Unterhaltsempfänger zu unterzeichnen ist und als Bestandteil den sonstigen Formularen zur Einkommensteuererklärung im Jahr der erstmaligen Anwendung hinzuzufügen ist. Abweichend von der sonst üblichen, auf das jeweilige Kalenderjahr begrenzten Gültigkeit gilt die Anlage U auch für zukünftige Jahre bis auf Widerruf! Der Widerruf gilt erst ab dem folgenden Kalenderjahr. Für das laufende Kalenderjahr oder auch rückwirkend kann die eingereichte Anlage U nicht zurückgenommen werden. Maßgebend für die Berücksichtigung ist der Zeitpunkt des Widerrufs beim Finanzamt. Die Beantragung der steuerlichen Berücksichtigung von Unterhaltszahlungen erfolgt beim Unterhaltsleistenden auf dem Mantelbogen der Einkommensteuervordrucke unter Eintragung der tatsächlichen Unterhaltsbeträge und beim Unterhaltsempfänger in gleicher Höhe auf der Anlage SO für sonstige Einkünfte.

#### Höhe
Eine in Deutschland einkommensteuerpflichtige Person darf Unterhaltsaufwendungen für bis höchstens 13.805 Euro zzgl. übernommener Krankenbasisversicherung pro Jahr und Empfänger als Sonderausgabe abziehen. Zahlt der Unterhaltszahlende auch die Mehrsteuern, die sich durch dieses Realsplitting bei dem Unterhaltsempfänger ergeben, sind diese nicht abzugsfähig. Unterhalt für Kinder ist nicht über das Realsplitting abzugsfähig (solange Kindergeldberechtigung vorliegt auch nicht anderweitig).

#### Auswirkungen auf den Unterhalt
Erfolgt die Vereinbarung des Unterhalts anhand des Nettomonatsverdienstes, ist zur Vermeidung von strafrechtlichen oder vermögensbezogenen negativen Auswirkungen eine Einigung oder das Bewusstsein darüber erforderlich, wie dies am Jahresende oder unter Berücksichtigung von Freibeträgen und des tatsächlichen Unterhalts zu handhaben ist: Die Höhe des Unterhalts verändert den Nettoverdienst, der veränderte Nettoverdienst verändert die Höhe des Unterhalts; gleichwohl ist regelmäßig der Nettoverdienst vor Unterhaltszahlung in der Praxis gewollt oder vereinbart, sodass ohne entsprechende Vereinbarung Freibeträge oder nicht gleichmäßige negative oder positive Einkünfte unzulässige oder ungewollte Verschiebungen bewirken.

### Unterhaltsberechtigter
Das Realsplitting setzt voraus, dass der Unterhaltsberechtigte (Ex-)Ehegatte/Lebenspartner zustimmt (Anlage U). Die Zustimmung gilt bis auf Widerruf, der Widerruf ist erst möglich für das dem Widerruf folgende Kalenderjahr.
Das Realsplitting bewirkt, dass die Unterhaltszahlungen vom Unterhaltsberechtigten zu versteuern sind. Dies führt beim Unterhaltsberechtigten regelmäßig (außer er hat nach Abzug von anderen Verlusten/Sonderausgaben/außergewöhnlichen Belastungen unter Einrechnung des Unterhalts ein zu versteuerndes Einkommen unter dem Grundfreibetrag) dazu, dass er Einkommensteuer auf den Unterhalt zahlen muss. Für die übernommene Basiskrankenversicherung gilt: Auch diese ist Teil der steuerpflichtigen Einnahmen; allerdings ist gleichzeitig ein Sonderausgabenabzug in derselben Höhe möglich (Anlage Vorsorgeaufwand), sodass sich die übernommene Krankenversicherung im Ergebnis zwar beim Zahlenden, nicht aber beim Empfänger steuerlich auswirkt.
Durch die Anrechnung der Unterhaltszahlungen als Einkommen können dem Unterhaltsberechtigten auch andere Nachteile entstehen, z. B. durch Mehrkosten beim einkommensabhängigen Kindergartenbeitrag. Der Unterhaltsempfänger kann seine Zustimmung zum Realsplitting deshalb davon abhängig machen, dass der Unterhaltspflichtige diese Nachteile ausgleicht. Wenn dieser Nachteilsausgleich sichergestellt ist, dann ist der Unterhaltsberechtigte allerdings auch verpflichtet, seine Zustimmung zu erteilen. Weigert er sich ohne triftigen Grund, kann der Unterhaltspflichtige die Zustimmung zum Realsplitting einklagen.
Zu beachten ist, dass beim Unterhaltsberechtigten durch die Zustimmung zum Realsplitting die Verpflichtung grundsätzlich zur Abgabe der jährlichen Einkommensteuererklärung führt; auch wenn keine weiteren Einkünfte vorliegen.

## Kritik
Ähnlich wie die Begrenzung der steuerlichen Abzugsfähigkeit der Vorsorgeaufwendungen ist auch die Begrenzung der Abzugsfähigkeit der Unterhaltszahlung steuerrechtlich umstritten. Bei Unterhaltsverpflichtungen oberhalb dieser Grenze ist der Unterhaltspflichtige für Gelder steuerpflichtig, über die er nicht verfügen kann, sondern an den Unterhaltsberechtigten weiterleiten muss. Dies widerspricht dem Leistungsfähigkeitsprinzip.
Die Notwendigkeit der Zustimmung des Unterhaltsempfängers, sowie die Rechtsprechung, die eine Kompensation des „Nachteils“ für den Unterhaltsempfänger vorsieht, löst auch Kritik in Fachkreisen aus. Vorgeschlagen werden in der Fachpresse folgende Vereinfachungen:

„Der Abzug des Unterhalts als Sonderausgabe sollte gegen Nachweis ohne Zustimmung und ohne festen Höchstbetrag möglich sein. Der Unterhalt wird beim Unterhaltsempfänger generell zu sonstigen Einkünften und ist damit von ihm zu versteuern. Einen Nachteilsausgleich gibt es nicht mehr. Jeder zahlt seine Steuern.“

## Wirkungen bei einem progressiven Steuertarif
Ähnlich wie das Ehegattensplitting hat das Realsplitting bei einem progressiven Steuertarif in Summe einen Vorteil für beide Partner zusammengenommen. Merkliche Vorteile entstehen insgesamt nur, wenn das zu versteuernde Einkommen des Unterhaltsempfängers ohne diese Zahlung bedeutend geringer wäre als das zu versteuernde Einkommen des Unterhaltszahlenden. Haben beide ein ähnlich hohes zu versteuerndes Einkommen, ergibt sich kein wesentlicher steuerlicher Vorteil aus dem Realsplitting.